# Tarragona Futbol Club
El Tarragona Futbol Club fou un club de futbol de la ciutat de Tarragona que es fundà l'any 1909. Va tindre diverses desaparicions i refundacions al llarg del segle XX i actualment no competeix des de la temporada 2010-11.

## Història
La història del Tarragona F.C. s'inicià l'any 1909, jugant al velòdrom del camp del Progrés – avui, plaça de Corsini. Però no va ser fins al 1914 que començaria una activitat continuada. L'any 1920 ja es parla assíduament a la ciutat del Tarragona. Els noms de molts jugadors són memoritzats pels aficionats. Noms com ara Tiago, Vallvé, Lliteres, Forcadell, García, Òdena, Porqueres, Pomerol o Pellicer.
El club no disposava de camp propi i jugava a un terreny prop de la platja de l'Arrabassada, a l'esplanada davant l'asil de Sant Josep. En aquells moments, la directiva roig-i-negre no podia pensar a adquirir un camp en propietat.
Gràcies a la tasca d'Eduard Ferré i Martí, president del club, s'inaugura l'any 1922 el camp de la Glorieta, a la baixada del Miracle. Els campionats provincials d'aleshores es van jugar allà durant les tres temporades vinents.
L'any 1925, s'aconsegueixen uns terrenys de la Pedrera, a la carretera de Barcelona, de 100x54 metres.
L'any següent, el 1926, l'entitat va ser admesa al local que l'Ateneu tenia a la Rambla Nova. Tots els socis del Tarragona F.C ho eren també de l'Ateneu. El club va crear llavors la secció de boxa i d'atletisme, les quals tingueren una curta durada.
Va néixer fins i tot una secció de teatre, que va posar en escena obres importants com Don Juan Tenorio, La creu de la masia o El ferrer del Tall.
El club va seguir gaudint de bons jugadors, va arribar a tindre una pedrera millor fins i tot que la del Club Gimnàstic.
La Guerra va truncar la marxa ascendent del Tarragona, el franquisme va avortar la renaixença del club que portava el nom de la ciutat. El 1941 el club desapareix, fins al 1976, en què Francesc Vives Andreu refà el club jugant a la tercera regional al camp del Roqueral. Malauradament va tornar a desaparèixer i tornà a sorgir l'any 1985.

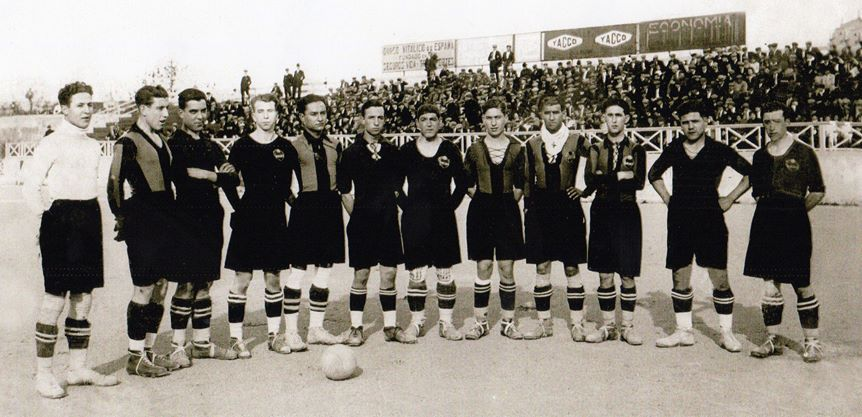
Tarragona FC 1926

El Tarragona FC va conquerir importants títols de l'època: campió provincial la temporada 1927-28 i 1928-29; campió interprovincial la temporada 1929-30 i campió amateur la 1932-33.
Després de l'any 1976 en haver ressorgit, el club jugà a diversos camps de la ciutat. El Roqueral, Sant Pere i Sant Pau, Camp Clar i, la seva darrera temporada, a Torreforta, on actuà com a filial de l'equip del barri de Ponent.

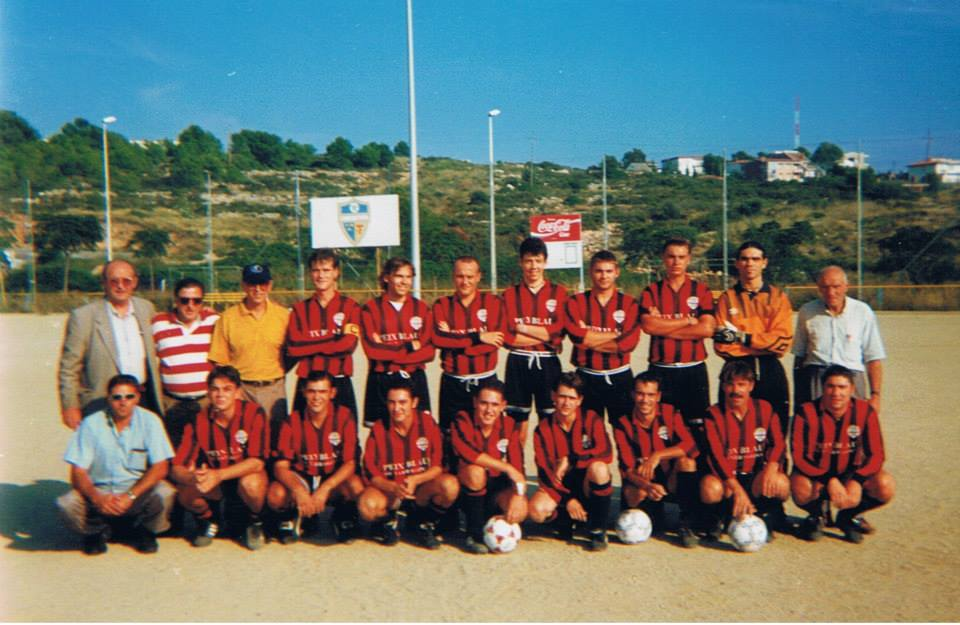
Tarragona FC la temporada 1998-99